# Den svenska solidaritetsförklaringen
Solidaritetsförklaringen är en doktrin för Sveriges säkerhetspolitik, fastställd av Sveriges riksdag under regeringen Reinfeldt. Sverige åtar sig att medverka i Europeiska unionens säkerhets- och försvarspolitik enligt Lissabonfördraget, och Partnerskap för fred. Enligt förklaringen kan Sverige ge militärt stöd till ett grannland, eller ta emot stöd från andra länder. "Den svenska solidaritetsförklaringen" bygger på den gemensamma försvarsklausulen som gäller samtliga EU:s medlemsstater.

## Fördraget om Europeiska unionen
Solidaritetsförklaringen baseras på artikel 42.7 i fördraget om Europeiska unionen. Punkten infördes genom Lissabonfördraget och lyder:
"7. Om en medlemsstat skulle utsättas för ett väpnat angrepp på sitt territorium, är de övriga medlemsstaterna skyldiga att ge den medlemsstaten stöd och bistånd med alla till buds stående medel i enlighet med artikel 51 i Förenta nationernas stadga. Detta ska inte påverka den särskilda karaktären hos vissa medlemsstaters säkerhets- och försvarspolitik.
Åtagandena och samarbetet på detta område ska vara förenliga med åtagandena inom Nordatlantiska fördragsorganisationen, som för de stater som är medlemmar i denna också i fortsättningen ska utgöra grunden för deras kollektiva försvar och den instans som genomför det."
Denna gemensamma försvarsklausul gäller alla medlemsländer i EU, även om den andra meningen anses ge neutrala stater viss rätt avstå från principen. Den sista meningen anses ge Natos principer företräde, bland annat att bara i undantagsfall och begränsat stötta icke-medlemsländer i Nato.